# Valéry Vienneau
Valéry Vienneau (ur. 13 października 1947 w Cap-Pelé) – kanadyjski duchowny katolicki, arcybiskup Moncton w latach 2012–2023.

## Życiorys
Święcenia kapłańskie otrzymał 29 sierpnia 1982 i inkardynowany został do archidiecezji Moncton. Był m.in. proboszczem parafii katedralnej (1997-1998), kapelanem miejscowego uniwersytetu (1998-2000), wikariuszem generalnym archidiecezji (1997-2002) oraz jej administratorem (2002).
3 lipca 2002 został mianowany biskupem diecezji Bathurst w metropolii Moncton. Sakry biskupiej udzielił mu 8 października 2002 abp André Richard CSC.
15 czerwca 2012 papież Benedykt XVI mianował go arcybiskupem Moncton.
8 lipca 2023 papież Franciszek przyjął jego rezygnację z pełnionej funkcji.